# 温云松
温云松（英語：Winston Wen，20世纪？—），曾化名陈松，中华人民共和国国务院前总理温家宝之子，美國西北大學凱洛管理學院工商管理碩士。温云松现為優創科技有限公司創始人、新天域資本公司（New Horizon Capital）創始合夥人與創投基金CMT ChinaValue Capital Partners的創始合夥人、原中国卫星通信集团董事长。温云松平时非常低調，但其許多傳言长期隐约流传，舆论对其商业上行为有过许多争议，不过中共官方與溫雲松本人對这些争议均未有過任何明确表态。

## 生平
温云松在北京理工大学取得工科学位。他后来出国，在加拿大温莎大学取得了材料科学的硕士学位，并在美國西北大學凱洛管理學院取得了工商管理硕士学位。归国后原欲求职于香港摩根士丹利，但該公司以其身分敏感為由，拒絕其求職申請。
于是，温云松后自行在北京创业，设立为銀行、證券公司提供網路建设的優創科技有限公司（Unihub Global Network，简称Unihub），与国际知名厂商戴尔、北电和思科均有合作关系，并同时在深圳、上海和武汉设分公司。李泽楷的电讯盈科也投資該公司，持股達七成以上，Unihub其後併入电讯盈科與中國電信的合資公司內，成為其子公司。
据《新世纪周刊》的报道，郑建源是创建于2000年的北京博升优势科技发展有限公司的主要投资人，拥有其全部股份的50%。2003年，北京博升与中移动、银联商务共同创建以经营无线增值业务为主的联动优势科技有限公司，占38%的股份，温云松被任命为联动的董事。
2009年，溫雲松以新天域資本公司創始合夥人名義，參加在中国大連舉辦的2009年世界經濟論壇（夏季達沃斯論壇），成為該論壇的全球青年領袖代表之一。溫家寶出席了該論壇並發表演講，不過中國境內媒體對溫雲松也出席世界經濟論壇一事幾無報導。
2010年1月，根據路透社與英國金融時報等媒體報導，溫雲松於2005年與他人合作創辦的私募基金新天域資本公司，將募集達10億美元，該公司成立以來規模最大的一檔私募基金，投資準備股票上市的中國龍頭企業。新天域資本公司因其法規結構緣故，而且主要資金來源為美元，在中國大陸仍被視為一家外資基金業者。日本知名資訊業大亨孫正義掌舵的軟體銀行，及由新加坡總理李顯龍夫人何晶主掌的淡馬錫控股，一直都是新天域資本公司的長期投資者。
2010年10月，根據FT中文網的報導，為了避嫌，溫雲松已經離開了新天域資本，轉投入中国航天科技集团下屬公司，不過他在新天域仍有自己的投資。台灣經濟日報報導，溫雲松「私募基金王子」的形象，溫雲松因此轉任中国卫星通信集团有限公司副董事长。2012年2月15日，就任中国卫星通信集团董事长。

### 與郑建源關係
在《新财富》杂志“2003内地富豪排行榜”中，郑建源因为身為源信行投资有限公司和宝华集团兩家控股公司的代表，而這兩家公司分別擁有7.7%以及6.67%的平安保險股份，郑建源身价因此被估为33亿人民币，排在第三位。而這兩家公司所擁有的股份，則來自於平安保險在香港上市前一年，招商局出让的平安保險股份。
不過，根據中共媒體「21世纪经济报道」的調查，郑建源由於住所、個人背景等資料十分模糊，少有任何媒體見過此人，連個人照片都付之闕如，商界傳言他只是代人持股。关于郑建源本人的幕后老板，各方则有不同说法。雖然香港富商郑裕彤被認為是幕後老闆，不過21世纪经济报道在該文末尾，暗示郑建源真正的幕後控制者就是温云松。
博訊新聞認為，21世纪经济报道之所以敢於如此報導，事涉當時溫家寶與上海幫政治人物間的權力鬥爭。

### 外资持股
根据中共媒体IT商业新闻网报导，中国《外商投资电信企业管理规定》第6条规定：“经营增值电信业务（包括基础电信业务中的无线寻呼业务）的外商投资电信企业，外方投资者的出资比例，最终不得超过50%”，但2003年电讯盈科投资Unihub达到七成五，显然有违反该规定之虞。
不過，李澤楷一直不回应外界关于溫云松是否为合作股东的询问，而Unihub其後亦併入電盈與中國電信的合資公司內，成为其子公司。

### 私募基金
英國金融時報於2010年3月，於一篇"China: To the money born"的報導中，批評中共的太子黨競相參與私募基金，「通过重组国家资产和为私有公司提供融资获取暴利」，將削弱中國金融市場的專業化，與「给公众更为恶化的中国高层裙带關係、权力无序的形象」，並舉新天域资本公司為例，表示這家座落於北京不起眼小辦公室的外資公司，擁有的最大資產就是溫家寶之子溫雲松。雖未否認溫雲松與新天域的關係，不過新天域資本不具名人士事後向中國媒體21世紀經濟報道澄清，相關報導中有關基金募集日期與規模的說法是「有問題的」。
而根據21世紀經濟報道的說法，2005年至2010年初，新天域资本共完成了21个投资案例，投資金額雖然都不大，但收益卻「令人咋舌」。文中以新天域资本通过旗下外资全资子公司新天域湖景对新世纪百货的投资為例子，表示新天域资本在這分別為3.52亿元人民幣和3.23亿元人民幣的兩筆投資中，營利就達19.4亿元。

## 家庭
- 父亲：温家宝，中華人民共和國前总理
- 母亲：张培莉，中国珠宝协会副主席、中国宝玉石鉴定委员会主任、国家珠宝玉石质量监督检验中心主任。
  - 妹妹：温如春，曾在雷曼兄弟公司和瑞士信贷第一波士顿银行任职。
    - 妹夫：刘春航。

## 中国网络封鎖
- 「溫云松」三字原為百度的搜索敏感词，幾乎沒有任何搜索結果，後搜索限制放寬，但超過一定頁數後，其餘搜索結果會自動消失[28]，搜狗只有重複與个别的结果[29]。新浪微博完全封鎖有關微博[30]。